# Nealsomyia merzi
Nealsomyia merzi är en tvåvingeart som beskrevs av Cerretti 2005. Nealsomyia merzi ingår i släktet Nealsomyia och familjen parasitflugor.
Artens utbredningsområde är Namibia. Inga underarter finns listade i Catalogue of Life.